# ローリー・ペック賞
ローリー・ペック賞（ローリー・ペックしょう、英: Rory Peck Award）は、カメラマンが自らの生命を危機にさらして撮影した報道性の価値のあるものに与えられる賞。北アイルランドのカメラマン、ローリー・ペックの名を冠して設けられた。
1999年には、中国共産党政府による東トルキスタンでの核実験をイギリスのチャンネル4が撮影した「死のシルクロード」が賞を獲得している。